# غبرستان حیوانات خانگی
«غبرستان حیوانات خانگی» (انگلیسی: Pet Sematary) یک کتاب در ژانر ترسناک اثر استیون کینگ است که در سال ۱۹۸۳ منتشر شده‌است. واژه cemetery در زبان انگلیسی به معنای «قبرستان» است؛ اما استیفن کینگ به عنوان یک اسم خاص از املای متفاوت Sematary بهره جسته‌است. به همین سبب، در ترجمه فارسی که توسط افسانه محمدی شاهرخ انجام گرفته هم از واژه خاص «غبرستان» به جای «قبرستان» استفاده شده‌است.

## خلاصه داستان
لوئیز کرید پزشک اهل شیکاگو می‌باشد که برای آرامش و دوری از هیاهوی شهری به همراه همسر ، دختر و پسرش به یک دهکده در میان جنگل‌های انبوه نقل مکان می‌کند. بعد از گذشت چند روز از حضور لوئیز، وی متوجه می‌شود در جنگل بخشی وجود دارد که قبرستان حیوانات خانگی می‌باشد که املای آن به صورت غلط نوشته شده‌است. در این مکان در صورتی که حیوان مرده‌ای دفن شود آن حیوان زنده می‌شود. پس از مرگ گربه لوئیز ، وی گربه را در آن مکان دفن می‌کند گربه بازمی‌گردد. چندی بعد دختر بزرگ لوئیز توسط تصادف در جاده می‌میرد و لوئیز برای برگرداندن وی، دخترش را در آن مکان دفن می‌کند. دختر زنده می‌شود اما خیلی چیزها تغییر کرده‌است.